# Metasarcus
Genre
Synonymes
- Chaconatus Roewer, 1929

Metasarcus est un genre d'opilions laniatores de la famille des Metasarcidae.

## Distribution
Les espèces de ce genre sont endémiques de Bolivie.

## Liste des espèces
Selon World Catalogue of Opiliones (30/09/2021) :
- Metasarcus armatipalpus (Roewer, 1929)
- Metasarcus bolivianus Roewer, 1913

## Publication originale
- Roewer, 1913 : « Die Familie der Gonyleptiden der Opiliones-Laniatores [Part 2]. » Archiv für Naturgeschichte, sér. A, vol. 79, no 5, p. 257–472 (texte intégral).